# گالاکتوزمی کلاسیک
گالاکتوزمی کلاسیک Classic Galactosemia نوعی نقص در متابولیسم کربوهیدرات هاست.

## علائم بالینی
علائم معمولاً پس از شروع مصرف شیر در روز سوم یا چهارم زندگی شروع می‌شود.
- زمان تولد: طبیعی.
- دوره نوزادی: استفراغ شدید که تشخیص تنگی دریچه پیلور و نیاز به جراحی را مطرح می‌کند، زردی، بی اشتهایی، بزرگی کبد، اختلال رشد، از دست دادن وزن و عفونت نوزادی با باکتری ایشریشیاکولی.
- دوران شیر خوارگی و کودکی: آب مروارید، سیروز، آسیت، ورم، خونریزی، بزرگی طحال، عقب ماندگی ذهنی، بیش فعالی، سندرم فانکونی کلیوی، اختلالات عصبی، تاخیر تکلم و پسودو تومور سربری.
- دوران نوجوانی و بزرگسالی: عقب ماندگی ذهنی، نارسایی تخمدان، اختلالات عصبی نظیر کاهش تونوس عضلانی، عدم تعادل و ترمور.

## نقص آنزیمی
نقص در آنزیم گالاکتوز ۱ فسفات اوریدیل ترانسفراز.

## توارث ژنتیکی
اتوزوم مغلوب.

## میزان بروز
یک مورد درهر 60هزار تولد زنده.
```
[
۱
]
```

## روش تشخیص
- سرم و گلبولهای قرمز: گالاکتوز و گالاکتوز ۱ فسفات بالا.
- ادرار: مواد احیاء‌کننده مثبت.
- بررسی آنزیم: در گلبولهای سفید و فیبروبلاستها.
- با صدمه توبولهای کلیه: در ادرار مواد احیاء‌کننده مثبت، اسیدهای آمینه، گلوکز و آلبومین بالا.

## درمان
حذف شیر و فراورده‌های آن از رژیم غذایی و جایگزین کردن آن با فورمولای حاوی کازئین هیدرولیز شده یا سویا.

## عوارض
عقب ماندگی ذهنی در صورتی که بیماری تثبیت شده باشد، عدم تعادل، ترمور، نارسایی تخمدان، تاخیر تکلم و آب مروارید در صورتی که درمان پس از سه ماهگی شروع شود.

## آزمون تشخیص قبل از تولد
با بررسی آنزیم در آمنیوسیتها یا خون بند ناف.

## نگارخانه